# George Nash
George Nash, född den 2 oktober 1989 i Guildford i Storbritannien, är en brittisk roddare.
Han tog OS-brons i tvåa utan styrman i samband med de olympiska roddtävlingarna 2012 i London.
Vid de olympiska roddtävlingarna 2016 i Rio de Janeiro tog han guld i fyra utan styrman.